# Chiesa del Sacro Cuore (Brindisi)
La chiesa del Sacro Cuore di Brindisi è stata costruita negli anni Trenta del XX secolo in stile neoromanico. Il tempio fu voluto dalla contessa Grazia Balsamo (1879-1953) ed è retto sin dalla sua fondazione dalla Congregazione salesiana con l'onere di "provvedere all'educazione morale, religiosa e civile dei brindisini": la benefattrice acquistò nel 1931 un'area di 25.000 metri quadrati sulla nuova via Appia, in una zona di nuova espansione urbana e affidò il progetto all'architetto Giulio Valotti, coadiutore salesiano. In quattro anni di lavori furono realizzati la chiesa e un ampio fabbricato annesso destinato ad aule scolastiche e spazi ricreativi destinati ai giovani.

## Descrizione

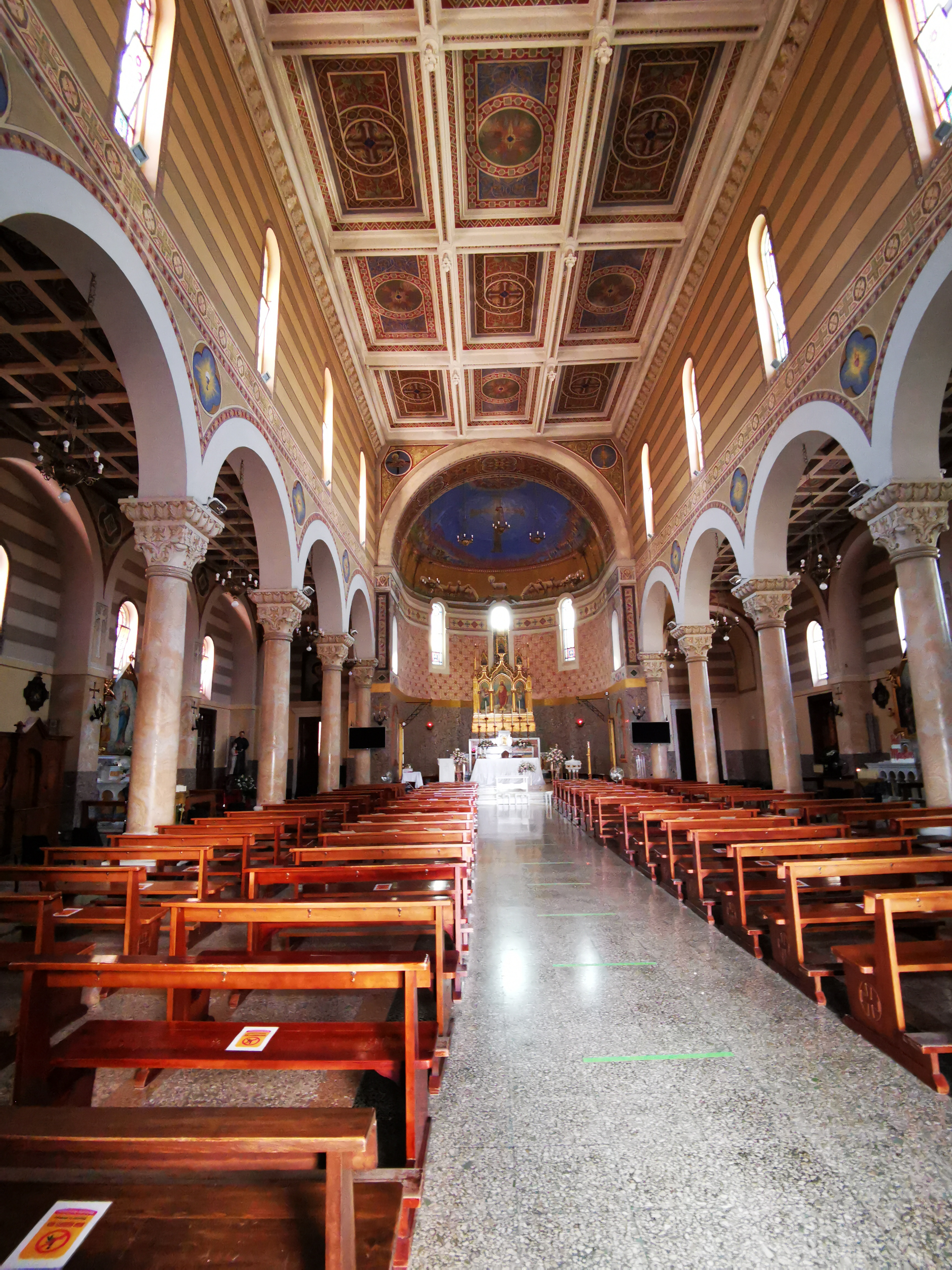
Interno della chiesa

La facciata della chiesa è adornata da un'edicola nella quale campeggia la statua del Sacro Cuore.
La chiesa è composta di tre navate. All'interno, dodici colonne sormontate da un capitello bizantineggiante in stucco, scandiscono la navata. La pittura che adorna l'abside, dei fratelli Palmisano di Brindisi, si ispira ai mosaici ravennati del VI secolo e rappresenta la Chiesa "ex gentibus" e la Chiesa "ex circumcisione": al centro domina una grande croce gemmata; in basso l'Agnello nimbato (Cristo), con i dodici agnelli gli apostoli (tra cui un Agnello più scuro degli altri e rivolto di spalle, molto probabilmente simbolo di Giuda), e i palmizi (Paradiso) ai lati.
All'altare maggiore è un trittico neogotico in legno dorato, della ditta Muessner di Ortisei con pitture di Pietro Di Domenico, di Napoli: nella pala centrale Gesù misericordioso ("Venìte ad me omnes qui laboratis et onerati estis et Ego reficiam vos"), nei pannelli laterali angeli in adorazione; nella parte superiore Dio e anche le figure di San Giovanni Bosco al centro, San Francesco di Sales a sinistra e Santa Margherita Maria Alacoque a destra.
La notte di Pasqua il quadro di Gesù misericordioso viene sostituito con un quadro di Gesù risorto dipinto anche'esso da Paolo Di Domenico a Napoli nel 1934.
Altri cinque piccoli altari di marmi policromi, tutti intonati all'architettura generale, si trovano alle pareti dell'interno. Sono dedicati rispettivamente a Maria Ausiliatrice (restaurato nel 2019), San Giovanni Bosco (attualmente in restauro), a San Giuseppe (restaurato nel 2019) con relativi dipinti realizzati da Pietro Di Domenico nel 1935-1937.
Ci sono anche altri 2 altari di cui uno dedicato al Crocifisso con una raffigurazione di esso fatto in legno, mentre l'altro è dedicato a sant'Antonio con un basso rilievo in legno
Dal 31 gennaio 1953 è sede della parrocchia del "Sacro Cuore".